# Leopold Horovitz
Pour les articles homonymes, voir Horovitz.
Leopold Horovitz, né le 2 février 1837 à Rozgony et mort le 16 novembre 1917 à Vienne (Autriche), est un portraitiste d'origine hongroise né dans l'Empire autrichien.

## Biographie
Leopold Horovitz étudie la peinture à l'Académie des Beaux-Arts de Vienne à partir de 1850. Il y est élève de Carl Joseph Geiger (de) et de Carl Wurzinger. Il termine ses études en 1857. Après des séjours à Berlin, Dresde et Munich, il s'installe à Paris en 1860, où il reste jusqu'en 1868. Il s'y fait connaître comme peintre de scènes de genre et de portraits, notamment de portraits d'enfants. Ses peintures montrent des influences de Rembrandt et plus tard également d'Antoine van Dyck. En 1868, il arrive à Varsovie. Il se rend aussi souvent à Budapest, Vienne et Berlin pour représenter des dames de la noblesse. À Varsovie, il crée également des images de la vie de la diaspora juive, comme des prières dans une synagogue à l'occasion de l'anniversaire de la destruction du Temple de Jérusalem,.
Il devient célèbre grâce à ses portraits de Georg Brandes, Mór Jókai, de la princesse Sapieha et du prince Zamoyski. En 1891, il reçoit une médaille d'or à l'Exposition de Berlin. Il travaille à Vienne à partir de 1893.
Sa tombe se trouve dans l'ancien cimetière juif du cimetière central de Vienne (porte 1 ; groupe 52a, rangée 1, no 17). Sa fille est la chimiste Stefanie Horovitz.

## Galerie

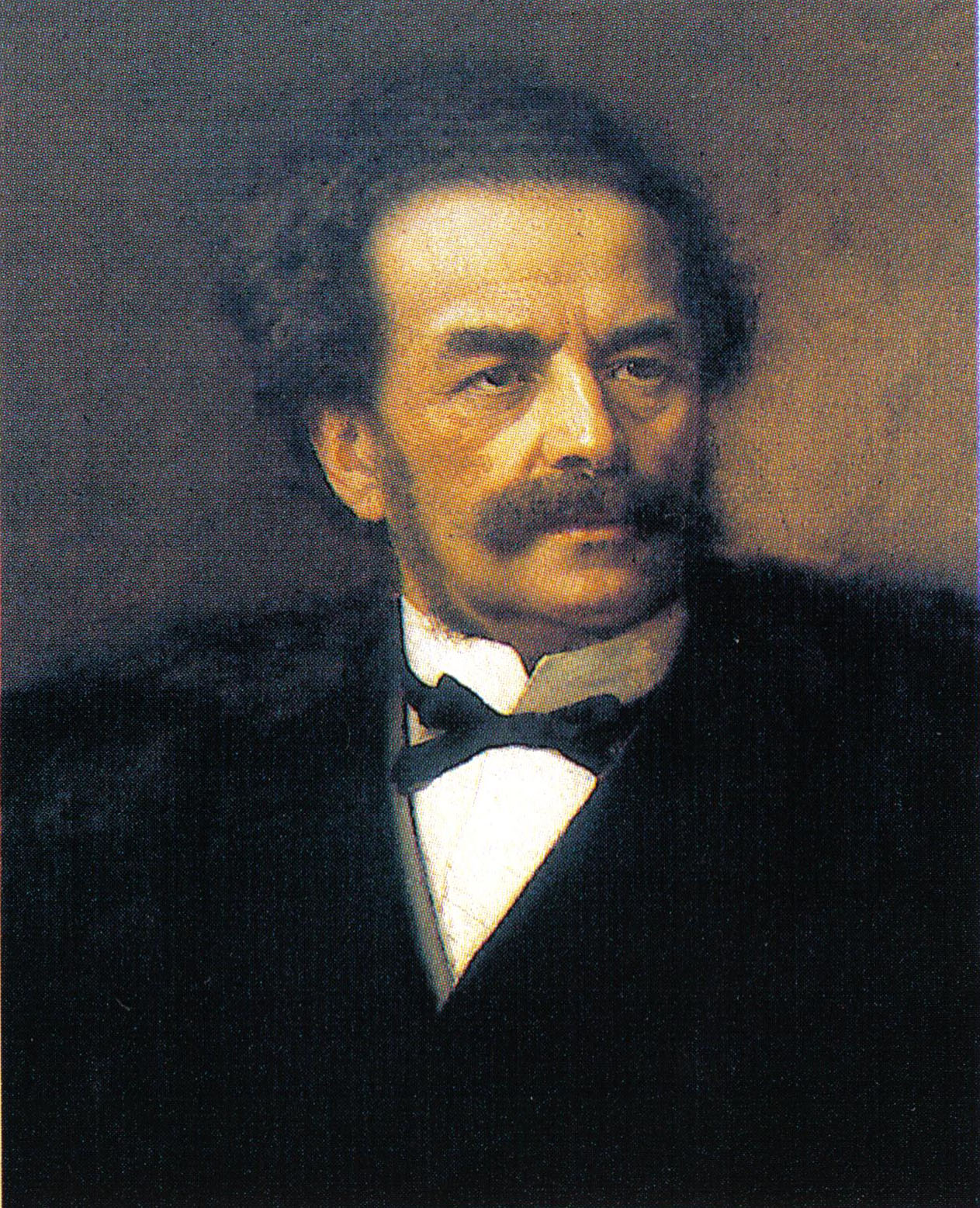
Leopold Stanisław Kronenberg
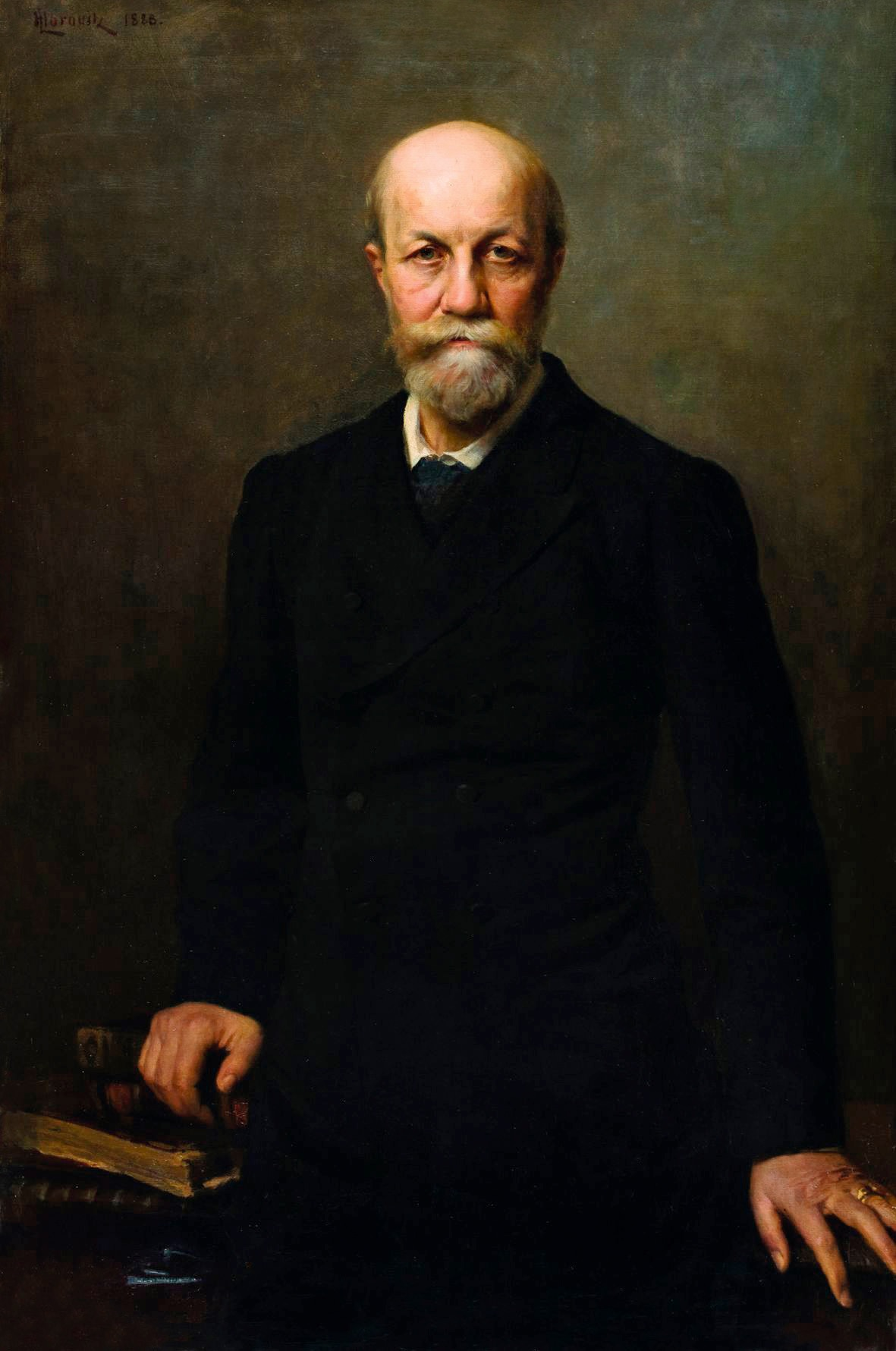
Mór Jókai, 1888
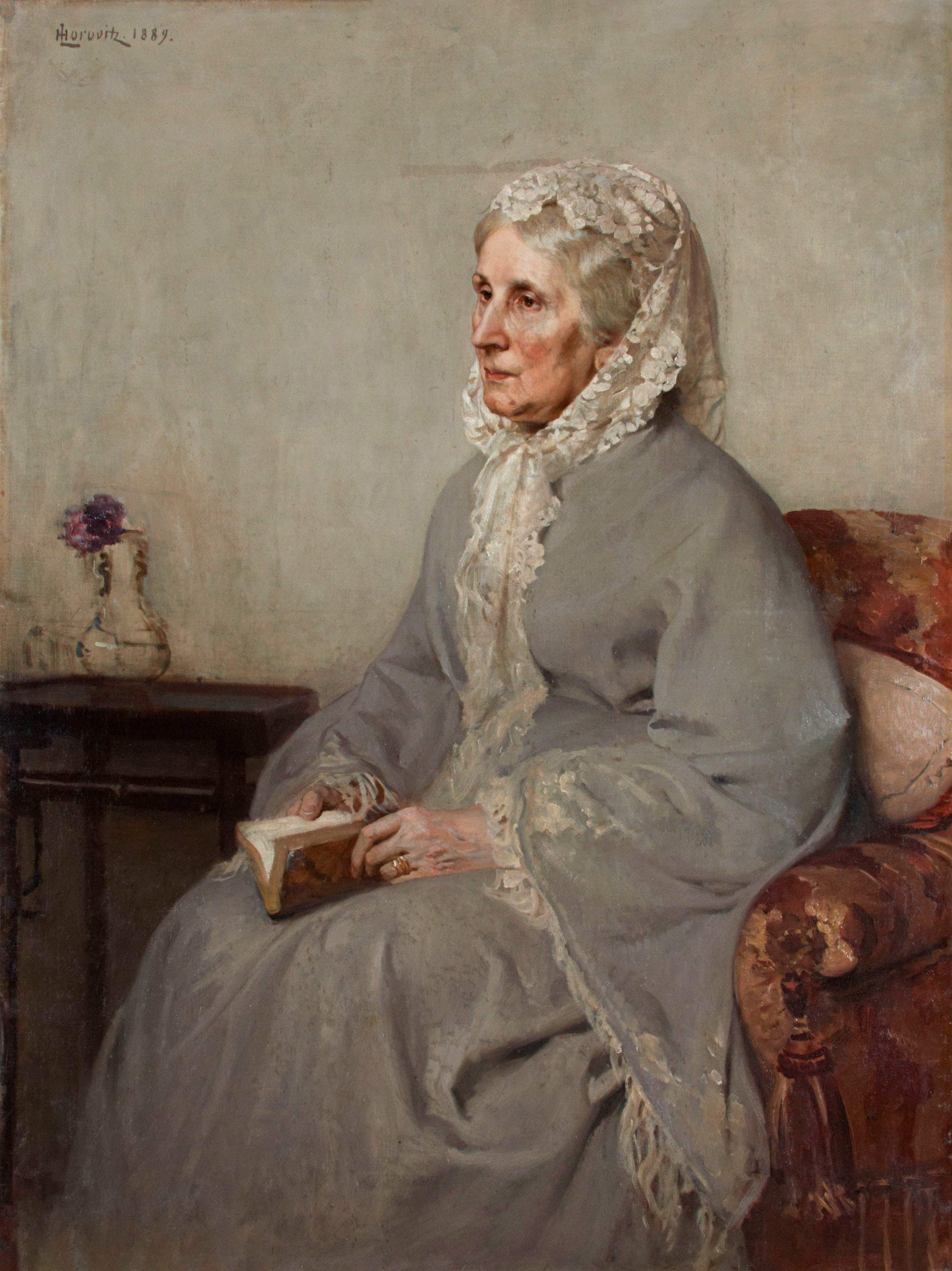
Fürstin Izabela Maria Lubomirska, 1889
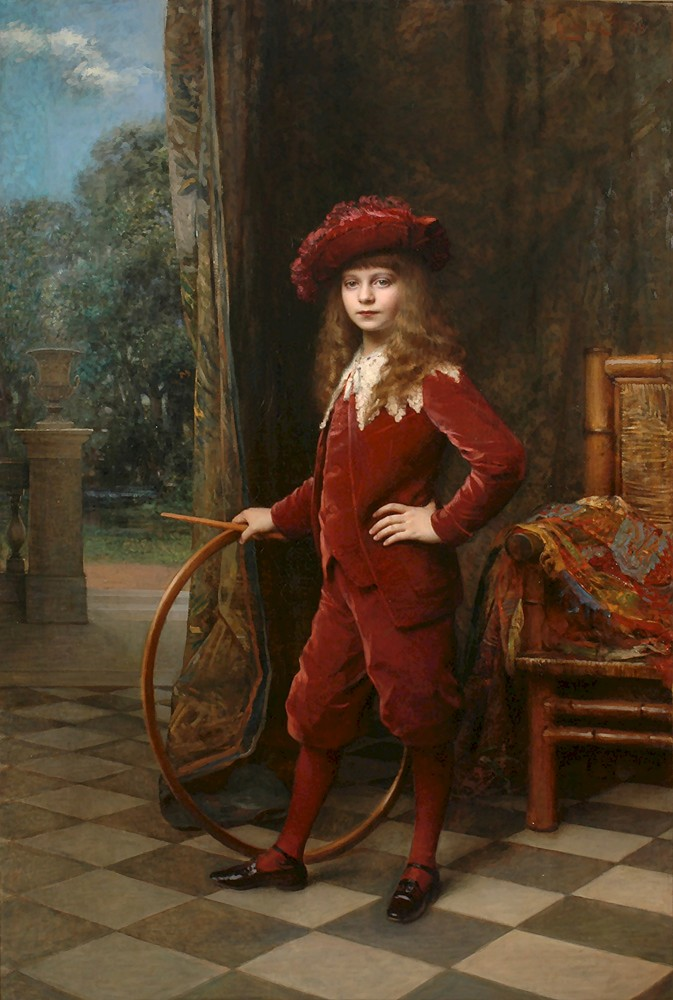
Oscar Ruben von Rothschild, 1898
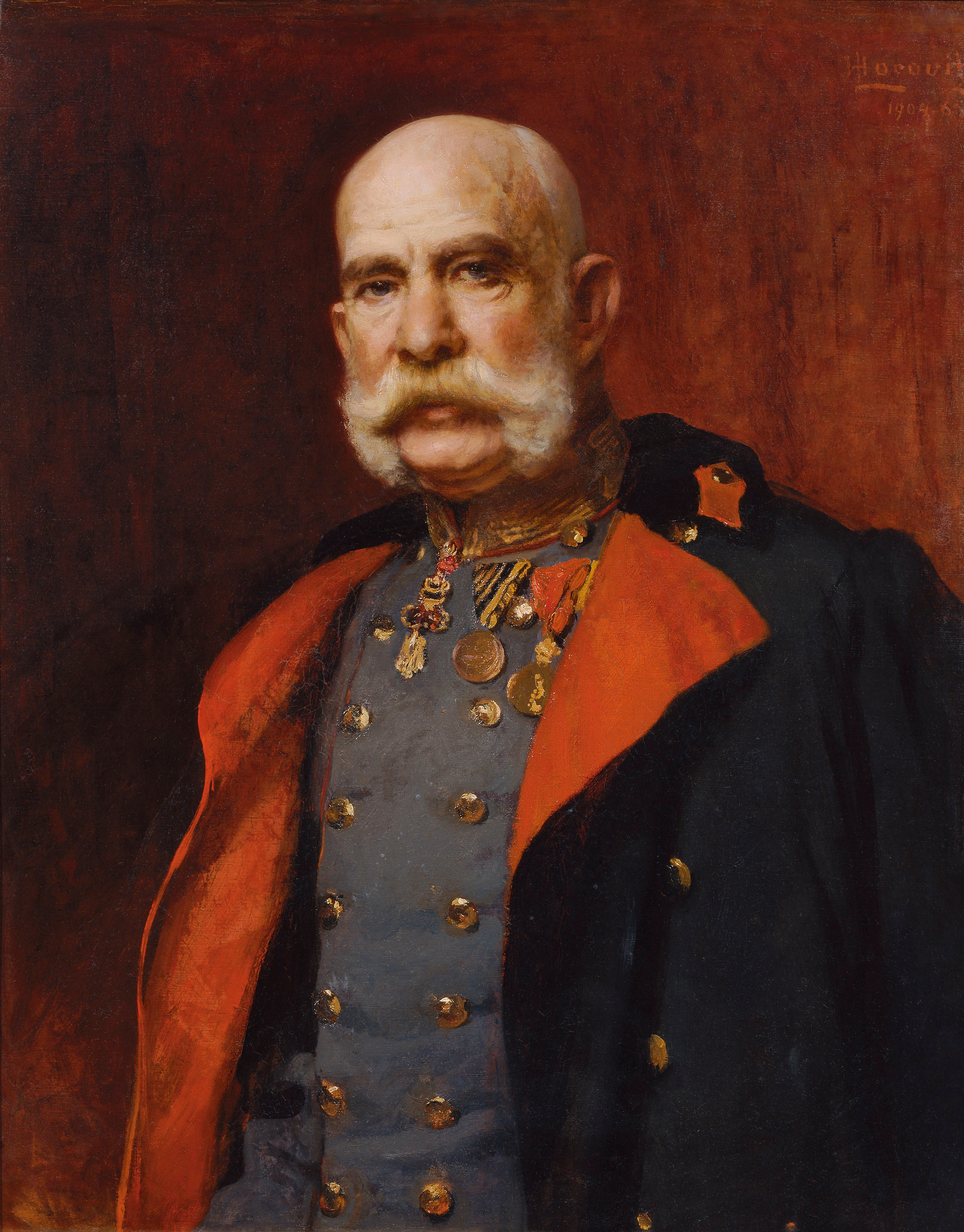
Kaiser Franz Joseph I., 1904–1906